# Tjocknäbbad sångare
Tjocknäbbad sångare (Arundinax aedon) är en asiatisk tätting i familjen rörsångare (Acrocephalidae). Den häckar vid myrar på tajgan i Sibirien och Mongoliet. Vintertid flyttar den till södra och sydöstra Asien. Arten är en mycket sällsynt gäst i Europa, med fynd i både Norge och Finland.

## Kännetecken

### Utseende
Tjocknäbbad sångare är en relativt stor (16–17,5 cm) och egenartad sångare, något mindre än familjens största art trastsångaren med som namnet avslöjar en karakteristisk tjock och trubbig näbb. En fältkaraktär är faktiskt frånvaron av särskilda egenskaper i övrigt: gråbrun ovan, utan ögonbrynsstreck annat än en ljusgrå tygel mellan näbb och öga samt rödbrun övergump och stjärtbas påminnande om näktergalar. Den är rätt udda i rörelserna, påfallande hukande.

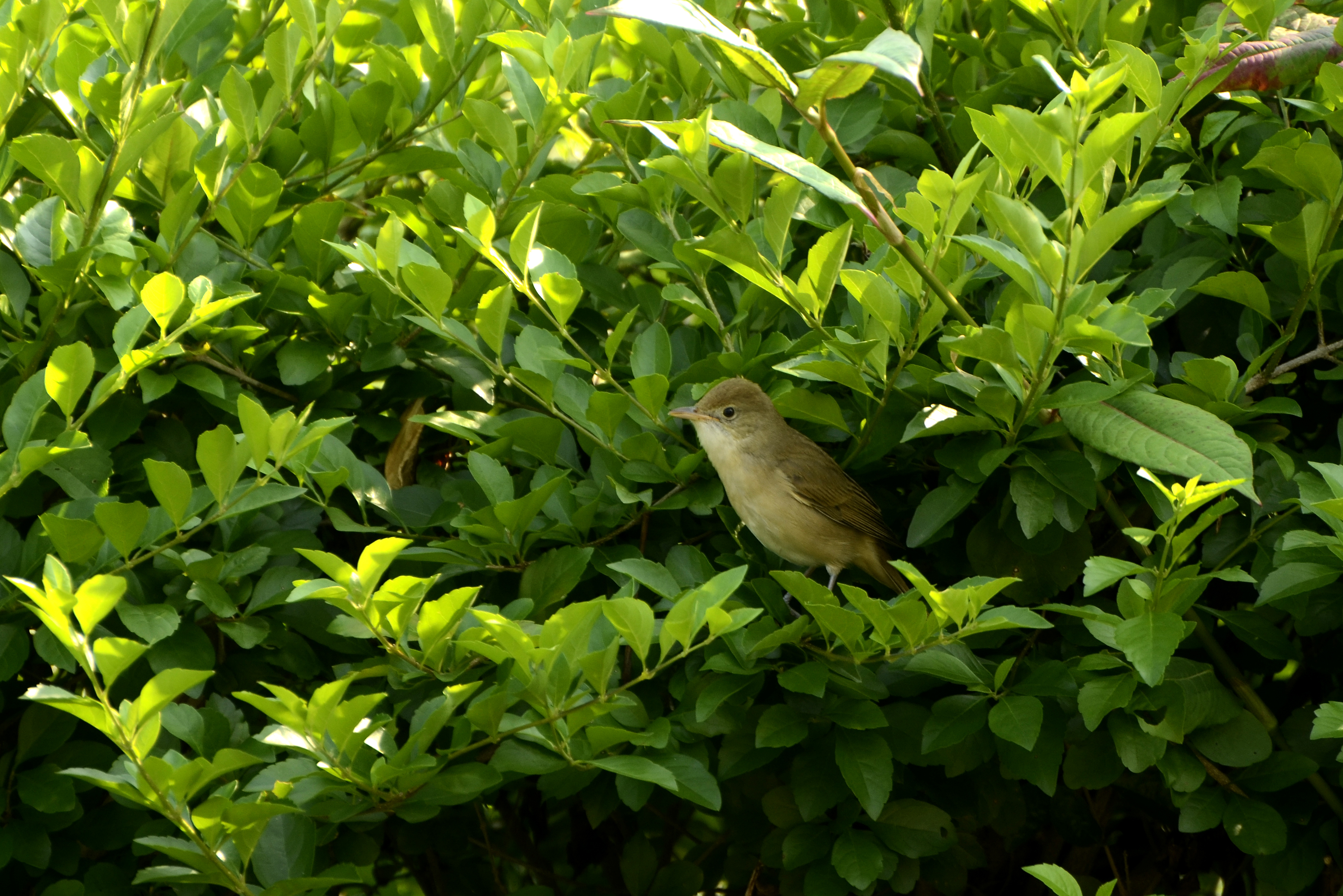

### Läten
Arten lockar med smackande "tjack". Sången är snabb, varierande och uppblandad med härmningar á la härmsångare och kärrsångare. Den saknar dock dessa arters karakteristiska invävda lockläten samt är hårdare i rösten.

## Utbredning och systematik
Tjocknäbbad sångare häckar i Sibirien och Mongoliet. Vintertid flyttar den till södra och sydöstra Asien. Huruvida arten ska betraktas som monotypisk, det vill säga inte delas in i underarter, eller delas upp i två underarter är omtvistat. Tongivande internationella auktoriteterna Clements m.fl. och International Ornithological Congress (IOC) delar upp den i två, med följande utbredning:
- Arundinax aedon aedon	– häckar från södra Sibirien till västra Mongoliet; övervintrar i Indien, Indonesien, Myanmar och Thailand
- Arundinax aedon rufescens – häckar från östra Sibirien till Mongoliet; övervintrar i Indokina

I verket Handbook of Western Palearctic Birds (Shirihai & Svensson 2018) anses skillnaderna dem emellan så små att arten istället behandlas som monotypisk. Även svenska BirdLife Sverige följer denna indelning.
Arten är en mycket sällsynt gäst i Europa, med en handfull fynd i Storbritannien och enstaka i Norge och Finland.

### Släktestillhörighet
Systematiken kring arten är komplicerad och omtvistad. Länge placerades tjocknäbbad sångare i släktet Acrocephalus tillsammans med exempelvis trastsångare, rörsångare och sävsångare. DNA-studier visade först att den istället stod nära några arter som traditionellt placerats i Hippolais, bland annat stäppsångare. Denna grupp urskildes tillsammans till släktet Iduna. 
Senare genetiska studier visar dock att tjocknäbbad sångare visserligen står närmare Iduna-arterna än Acrocephalus, men är allra närmast släkt med den afrikanska arten papyrusgulsångare (numera ensam art i släktet Calamonastides) och dessa två är i sin tur systergrupp till Iduna. De flesta taxonomiska auktoriteter har därför fört tjocknäbbad sångare till ett eget släkte, där Arundinax har prioritet.

## Ekologi
Tjocknäbbad sångare häckar i täta videbuskage vid myrar i taigan. Den lägger fem till sex ägg i boet som placeras lågt i ett träd.

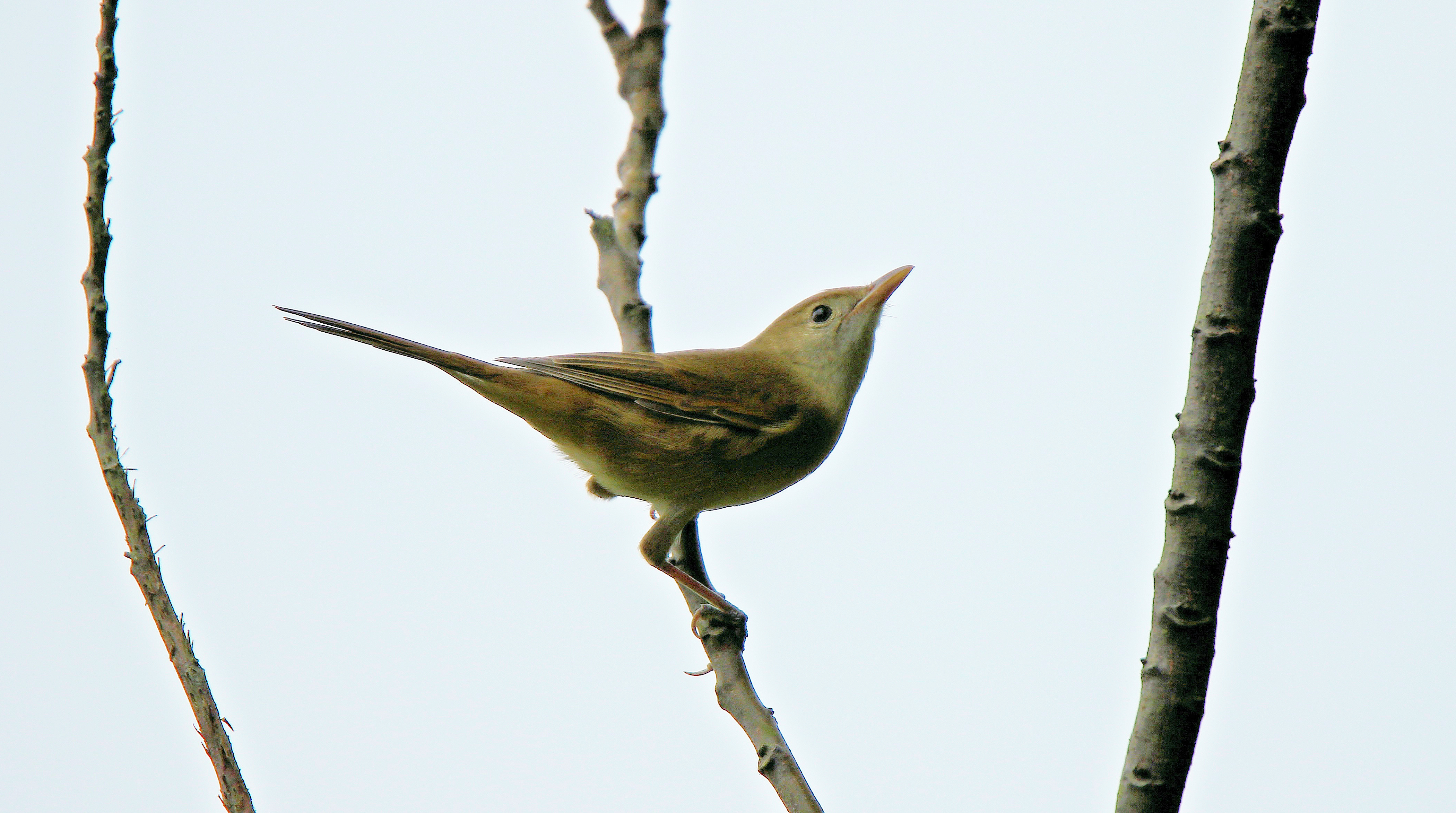

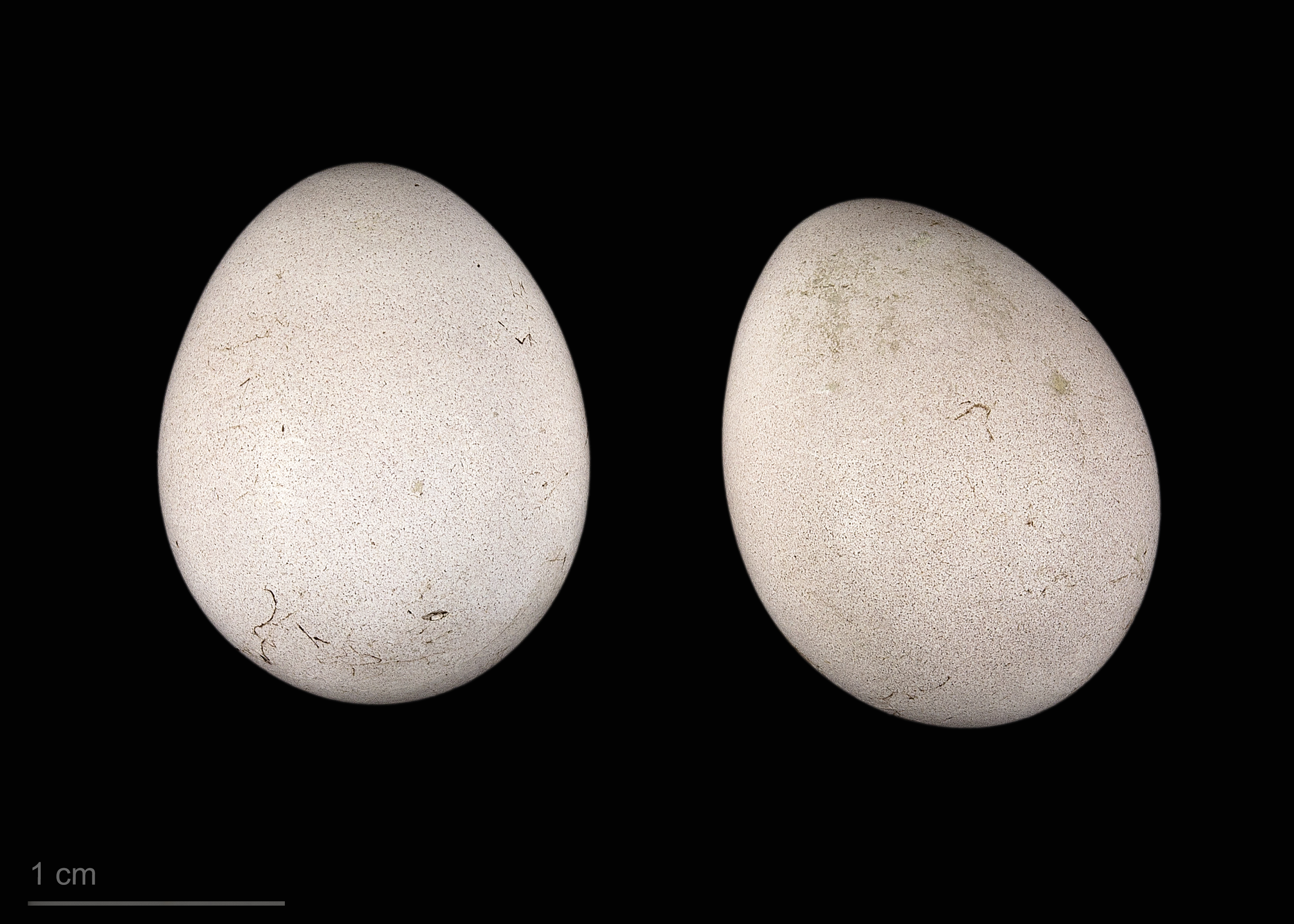
Arundinax aedon aedon

## Status och hot
Arten har ett stort utbredningsområde och en stor population, men tros minska i antal, dock inte tillräckligt kraftigt för att den ska betraktas som hotad. IUCN kategoriserar därför arten som livskraftig (LC). Världspopulationen har inte uppskattats men den beskrivs generellt som ovanlig, men vanlig i Amurflodens och Ussuriflodens dalgångar och även vanlig vintertid i Sydostasien och Indien.